# ATP Buenos Aires 2005
ATP Buenos Aires 2005 — тенісний турнір, що проходив на ґрунтових кортах у місті Буенос-Айрес, Аргентина з 7 лютого . Належав до категорії ATP International Series, був турніром серії Argentina Open 2005 року.

## Фінальна частина

### Одиночний розряд
Гастон Гаудіо —  Маріано Пуерта 6–4, 6–4

### Парний розряд
Франтішек Чермак /  Леош Фридль —  Хосе Акасусо /  Себастьян Прієто 6–2, 7–5